# Microcontingut
El microcontingut són missatges que contenen molta informació que assimiles en molt poc temps. Està relacionat amb la Web 2.0 i fa referència a continguts de curta durada i directes, que poden donar-se en format textual o multimèdia. Hi ha dues interpretacions que fan referència al microcontingut. La primera ve donada per l'expert en usabilitat Jakob Nielsen, que es refereix al microcontingut com a petits grups de paraules que es mostren a una persona per tenir una idea clara del contingut d'una pàgina web. Aquesta informació inclou titulars d'articles, títols de pàgines, assumpte i encapçalats dels correus. Aquestes frases també poden ser preses fora de context i mostrades en un directori, la pàgina de resultats de cerca, llista de favorits, etc. La segona interpretació del terme s'estén a altres petits trossos d'informació digital que es troben en un estat permanent de flux i circulació. Aquests poden estar sols o bé poden ser utilitzats en una varietat de contextos, que inclou els missatges instantanis, blocs, feeds RSS, i resums.

## Significat original
El significat original de microcontingut s'atribueix a Jakob Nielsen, que en un article de 1998 fa referència al microcontingut com un contingut de curta durada, com els titulars, que han de ser clars i atractius per a un lector. Per exemple, en una pàgina de resultats del motor de cerca, el titular d'un article pot aparèixer amb només un petit fragment, però no l'article complet. "El microcontingut ha de ser un ultra-breu resum del seu macrocontingut associat" deia Nielsen.

## Altres significats
El segon significat del terme ha estat definit pel blogger Anil Dash l'any 2002:
"Avui en dia, el microcontingut s'utilitza com un terme general indicant el contingut que transmet una idea principal o concepte, siguent accessible a través d'una única adreça URL o enllaç permanent, i que està degudament escrit i formatat per a la seva presentació a clients de correu electrònic, navegadors web, o en dispositius portàtils. "

En els anys de l'auge de la blogosfera, el terme microcontingut va arribar a ser important i útil per a descriure les noves estructures emergents de contingut que van ser habilitades per les noves tecnologies (com trackbacks, pings i cada vegada més RSS), nous tipus de programari CMS i aplicacions (com blogs i wikis), i no menys important per les noves pràctiques socioculturals (creació col·lectiva, posada en circulació i reutilització / barreja de microtrossos de contingut).
El microcontingut pot tenir altres formes de mitjans, com una imatge, àudio, vídeo, una adreça URL (hipervincle), metadades com a autor, títol, etc., l'assumpte d'un correu electrònic, un element RSS, etc. El 1998, Jakob Nielsen va oferir alguns consells sobre com escriure microcontingut eficaç.

## Xarxes socials
A diferència de les publicacions comunes a les xarxes socials, els microcontinguts expliquen una història o ens fan voler continuar amb allò que estem veient, però el més important és que ens produeix el desig de compartir-ho. Amb l'atenció de l'usuari fragmentada a causa del continu impacte de continguts, cada cop és més difícil destacar. A més a més, l'ús dels dispositius mòbils fa que els continguts de ràpida digestió i de baixa densitat s'imposin. En definitiva, el microcontingut és una forma de dirigir, atraure i seduir a un usuari saturat d'informació fins a contingut rellevant per al seu consum en blogs i webs corporatives.
Xarxes socials com Snapchat, Vine, Twitter i Instagram, estan basades en microcontinguts. El contingut que ofereixen Vine o Snapchat és de curta durada, on els vídeos que mostren duren pocs segons. En el cas de Twitter delimita a escriure 140 caràcters, per la qual cosa, s'expressa molta informació en poques paraules. A Facebook, tot i ser una xarxa social que no delimita l'espai ni la durada de les publicacions, els posts que aconsegueixen més "m'agrada" per part dels usuaris són les que tenen menys de 70 caràcters i contenen alguna imatge.